# كيسي روبنسون
كيسي روبنسون (بالإنجليزية: Casey Robinson)‏ هو منتج أفلام وكاتب سيناريو ومخرج أمريكي، ولد في 17 أكتوبر 1903 في لوغان في الولايات المتحدة، وتوفي في 6 ديسمبر 1979 في سيدني في أستراليا بسبب مرض.

## وصلات خارجية
- كيسي روبنسون على موقع IMDb (الإنجليزية)
- كيسي روبنسون على موقع ألو سيني (الفرنسية)
- كيسي روبنسون على موقع أول موفي (الإنجليزية)
- كيسي روبنسون على موقع قاعدة بيانات الأفلام السويدية (السويدية)
- كيسي روبنسون على موقع قاعدة بيانات الفيلم (الإنجليزية)
- كيسي روبنسون على موقع كينوبويسك (الروسية)